# Psectraglaea carnosa
Psectraglaea carnosa là một loài bướm đêm trong họ Noctuidae.